# Alex da Kid
Alexander Grant (født August 27, 1983), bedre kendt som Alex da Kid, er en britisk hip-hop producer. Han har produceret for kunstnere og grupper som Nicki Minaj, Hayley Williams, Eminem, Rihanna, Diddy, B.o.B og Dr. Dre.